# Góry Abakańskie

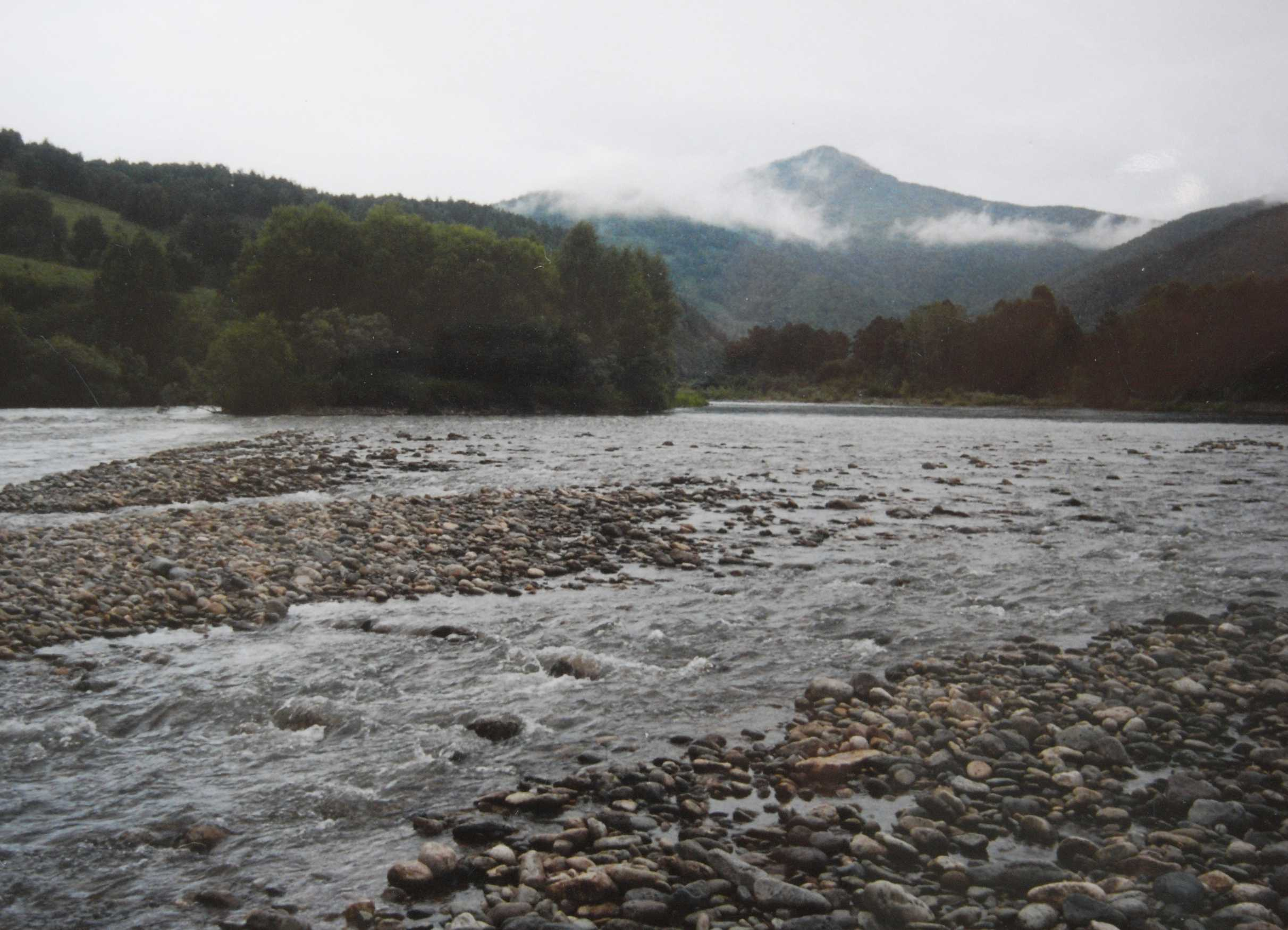
Góra Carysh-Korgon

Góry Abakańskie (ros. Абаканский хребет) – pasmo górskie w Federacji Rosyjskiej, w południowej Syberii w Chakasji.
Położone na granicy Ałtaju i Sajanu Zachodniego góry rozciągają się ok. 300 km, nad lewym brzegiem Jeniseju od ujścia rzeki Abakan do Krasnojarska (Pasmo Czułymskie). Stanowiąc dział wodny między dorzeczami Jeniseju (rzeka Abakan) i Obu (dopływy rzeki Tom). Najwyższa wysokość wynosi 1984 m n.p.m.
Zbudowane są ze skał metamorficznych z intruzjami granitów, gabro i diorytów. W niższych partiach występuje tajga jodłowo-świerkowo-cedrowa, powyżej 1700 m tundra górska.